# 坎扎诺
坎扎诺（義大利語：Canzano），是意大利泰拉莫省的一个市镇。总面积16平方公里，人口1948人，人口密度121.8人/平方公里（2009年）。ISTAT代码为067009。